# Józef Ferdynand Wittelsbach
Józef Ferdynand Leopold Wittelsbach (ur. 28 października 1692, zm. 6 lutego 1699) – najmłodszy syn Maksymiliana II Emanuela z jego pierwszego małżeństwa z księżniczką Marią Antoniną.
Kiedy miał 2 miesiące zmarła jego matka. 3 lata później jego ojciec poślubił Teresę Kunegundę Sobieską. Józef Ferdynand znany był również jako Infant Józef Ferdynand Hiszpański. Przed wojną o hiszpańską sukcesję Anglia i Dania opowiedziały się za Józefem Ferdynandem jako następcą tronu Hiszpanii, a nawet młody król Hiszpanii, Karol II Habsburg, oficjalnie uznał Józefa Ferdynanda za swojego następcę. Było to możliwe, ponieważ matka Józefa Ferdynanda, Maria Antonina, była córką cesarza rzymskiego – Leopolda I Habsburga i jego siostrzenicy – infantki Małgorzaty Teresy Habsburg. Małgorzata Teresa i Karol II byli rodzonym rodzeństwem (Karol II był ciotecznym dziadkiem Józefa Ferdynanda).
Niespodziewana śmierć Józefa Ferdynanda w 1699, w wieku zaledwie 7 lat, poróżniła mocarstwa, które zaczęły wysuwać coraz innych kandydatów na następcę Karola II. Wnuk króla Francji, Filip Andegaweński, miał otrzymać Królestwo Neapolu, Królestwo Sycylii i Księstwo Mediolanu. Reszta hiszpańskich dominiów miała przypaść Karolowi, synowi cesarza Leopolda I (wujowi Józefa Ferdynanda). Jednak Leopold I zakwestionował układ, a Ludwik XIV Burbon zerwał go, kiedy intronizował Filipa Andegaweńskiego na króla Hiszpanii.